# Orthomnion yunnanense
Orthomnion yunnanense là một loài Rêu trong họ Mniaceae. Loài này được T.J. Kop., X.J. Li & M. Zang mô tả khoa học đầu tiên năm 1982.